# Padua (stad)

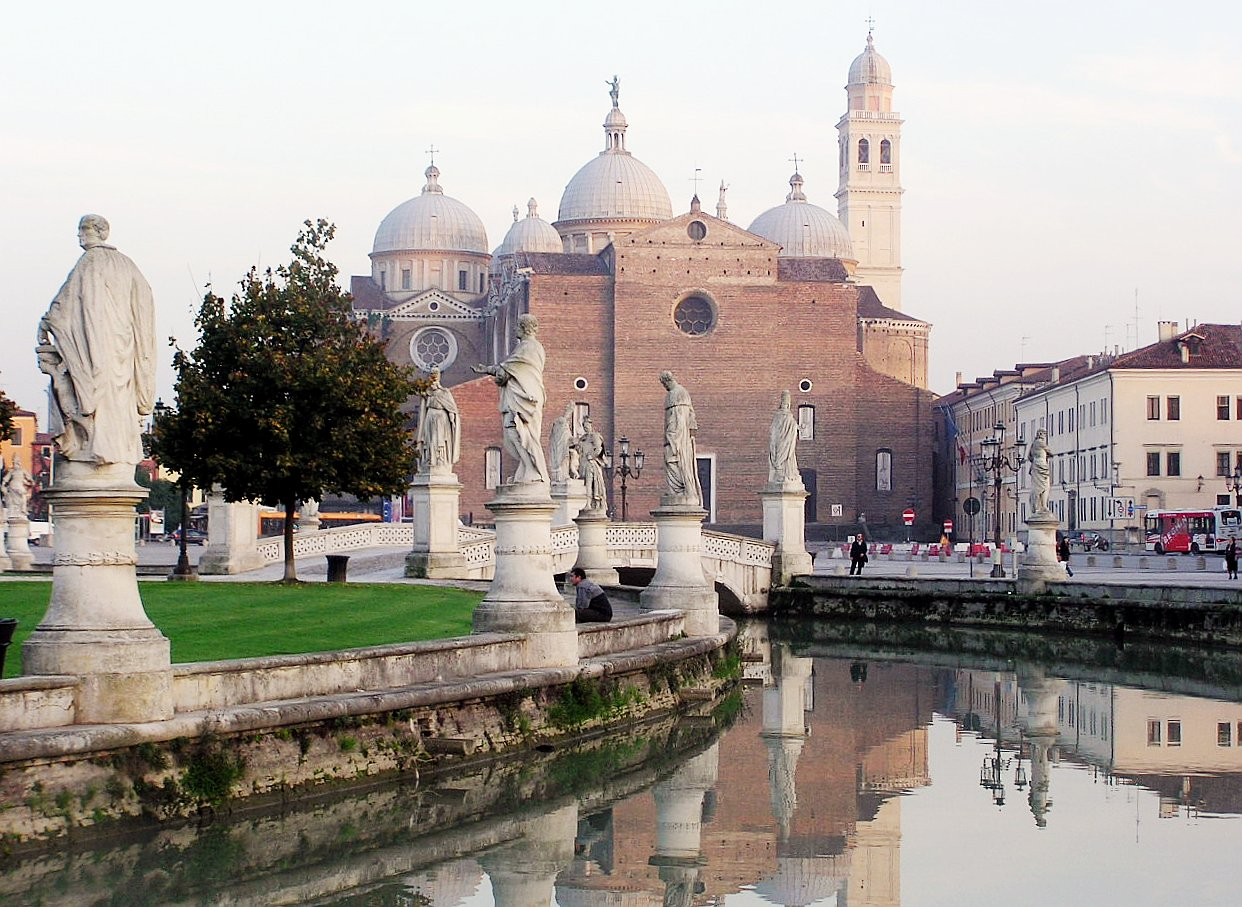
Prato della Valle

Padua (Italiaans: Padova, Latijn: Patavium) is een stad in Noord-Italië, hoofdstad van de gelijknamige provincie Padua. Eind 2015 telde de stad 210.401 inwoners.

## Geschiedenis
De stad heeft een zeer lange geschiedenis, beginnend met de mythische stichting door de Trojaan Antenor. Het is onder meer de geboorteplaats van de historicus Livius. Padua, het Romeinse Patavium, werd tijdens de Volksverhuizingen achtereenvolgens verwoest door de Visigoten (409 n.C.), de Hunnen (452), de Ostrogoten (543) en de Longobarden (610).
In de middeleeuwen behoorde de stad tot het Duitse Heilige Roomse Rijk, doch zij was van de 12e eeuw af een vrije stad (libero comune). In 1174 werd Padua verwoest door een grote brand, waarna de stad bijna in haar geheel werd herbouwd.
Van grote betekenis voor de stad was de stichting van de universiteit (1222, in 1238 door keizer Frederik II uitgebreid), die als de bakermat van het humanisme kan worden beschouwd. In 1545 werd hier de Orto botanico di Padova gesticht, de oudste Hortus botanicus van Europa (en Unesco-Werelderfgoed). Galileo Galilei bekleedde er een hoogleraarschap van 1590 tot 1610.
Padua is de sterfplaats van de heilige Antonius van Padua (overleden 1231). De basiliek van Padua is dan ook naar hem genoemd.
In 1405 werd Padua door de Republiek Venetië veroverd. Met Venetië werd de stad in 1797 aan Oostenrijk afgestaan. In 1866 kwam zij definitief aan Italië.
In 1918 werd in Padua de wapenstilstand tussen Oostenrijk-Hongarije en Italië getekend: de Wapenstilstand van Villa Giusti genoemd naar de Villa Giusti waar de ondertekening plaatsvond.

## Bezienswaardigheden

### Religieuze monumenten
Sinds 2021 staan Padua's veertiende-eeuwse frescocycli op de Unesco-Werelderfgoedlijst.
- Chiesa degli Eremitani is de gotische kerk van het oude klooster van de Augustijnen. Ze dateert uit 1276 en bevat fresco's van onder meer Mantegna en Guariento di Arpo. De frescocyclus van Mantegna in de cappella Ovetari werd grotendeels vernietigd, net zoals de kerk zelf, door de geallieerde bombardementen van maart 1944. Na de Tweede Wereldoorlog werd de kerk volledig heropgebouwd.
- Cappella degli Scrovegni: deze romaanse kapel uit 1303-1305 herbergt een beroemde frescocyclus van Giotto uit het begin van de 13e eeuw. De fresco's, waarop het voor Giotto zo typische blauw overheerst, verbeelden episodes uit het leven van de heilige Moeder Anna, van haar dochter Maria en van Christus. Opmerkelijk ook zijn het plafond, een tongewelf, bijna helemaal in het blauw geschilderd, en de 14 monochrome allegorische figuren onderaan die de Deugden en de Ondeugden verbeelden. Op de achterkant van de gevel prijkt het fresco van het Laatste Oordeel. Volgens de traditie heeft de kapel zijn bestaan te danken aan het feit dat de opdrachtgever, de rijke zakenman en bankier Enrico Scrovegni, wou boeten voor zijn zonden en voor die van zijn vader, net zoals hij een woekeraar.
- Basilica di Sant'Antonio
- Oratorio di San Giorgio (1377-1384) is een grafkapel van een adellijke familie die vlak bij de Basilica di Sant'Antonio ligt. De rouwkapel heeft een interieur dat erg doet denken aan de Cappella degli Scrovegni. De fresco’s van Altichiero bestaan uit drie cycli die gewijd zijn aan het leven van San Giorgio, Santa Caterina d'Alessandria en Santa Lucia.
- Scuola del Santo of 'Scoletta' (1427) is de zetel van de Arciconfraternita (de broederschap) van Antonius van Padua. Op de eerste verdieping bevindt zich de Sala Priorale die versierd is met 15 fresco's en 3 doeken. 3 fresco's uit 1511 zijn van de hand van de jonge Titiaan.
- Duomo van Padua: is de derde kathedraal op rij op dezelfde plaats. Michelangelo Buonarroti had wellicht een aandeel in het ontwerp. De bouw nam een aanvang in 1551 en werd in 1754 beëindigd. De voorgevel raakte nooit voltooid. Opvallend is de nieuwe altaarruimte die dateert uit 1996. Het hoofdaltaar, het crucifix, de ambo, de lessenaar en de beelden van de patroonheiligen werden vervaardigd door Giuliano Vangi. Naast de kathedraal staat het kanunnikenhuis van Petrarca.
- Battistero van Padua: de romaanse doopkapel stamt uit de 12e eeuw en bevindt zich naast de kathedraal. Ze herbergt een polyptiek van de Florentijnse schilder Giusto de' Menabuoi evenals een frescocyclus (1375-1376) die beschouwd wordt als zijn meesterwerk. De mecenas van deze Florentijnse meester was Fina Buzzaccarini, echtgenote van de heer van Padua, Francesco I van Carrara. De fresco's verbeelden scènes uit het leven van Maria, Christus en Johannes de Doper. Het centrum van het plafond van de koepel wordt ingenomen door het fresco van het paradijs. Vlak onder de Pantocrator bevindt zich het fresco van Maria. Rond de Pantocrator is een hele menigte heiligen en engelen cirkelvormig opgesteld. Onder het fresco van het paradijs worden episoden uit het Oude Testament uitgebeeld.
- Basilica di Santa Giustina is een basiliek die aan de Prato della Valle ligt. De bouw van deze romaans-gotische basiliek, een der grootste uit de christelijke wereld, werd in de 5e eeuw aangevat en in de 17e eeuw voltooid. De kerk wordt omwille van zijn gelijkaardige dimensies en zijn koepels soms met de naburige Basilica di Sant'Antonio verward.
- Chiesa di San Clemente I Papa: een maniëristisch bouwwerk dat op de Piazza dei Signori aan de overkant van het Palazzo del Capitanio staat.
- Chiesa (Santa Maria) del Torresino of del Pianto: een laat-barok meesterwerk uit 1718 van Girolamo Frigimelica.
- Oratorio di San Michele: is een restant van de oude chiesa di San Michele e dei Santi Arcangeli. De kapel herbergt een frescocyclus uit 1397 van Jacopo da Verona die gewijd is aan het leven van Maria.
- Chiesa di Sant'Andrea, met ernaast het monument Gatta di Sant'Andrea.
- Vredestempel: een kerk die als oorlogsmonument dienst doet.
- Orto botanico: Oudste botanische tuin ter wereld, UNESCO-werelderfgoed. Onder meer beschreven door Dante.

### Burgerlijke monumenten
- Palazzo della Ragione of 'Il salone' is omgeven door de Piazza delle Erbe en de Piazza dei Frutti. Het indrukwekkend grote gebouw dateert uit 1218. In 1306 werd het verhoogd. Zo werd de eerste verdieping aan beide zijden over de ganse lengte van loggia's voorzien. Op die verdieping bevindt zich 'Il salone', een enorme zaal (81 m lang, 27 m breed en 27 m hoog) waarvan de muren opgeluisterd zijn met fresco's van allegorische figuren (tekens van de dierenriem, maanden van het jaar, beroepen...). Een reusachtig groot houten paard, dat sinds 1466 gebruikt werd in carnavalstoeten, staat opgesteld in de ruimte. De zaal is de grootste ter wereld die niet door zuilen ondersteund wordt. Het dak heeft de vorm van een omgekeerde scheepsromp. Op het gelijkvloers zijn langs de zijkanten talrijke fijnproeverswinkels gevestigd onder overkoepelde gangen.
- Het Palazzo delle Debite staat op de plaats waar voorheen de gevangenis Prigione delle Debite ofwel Gevangenis voor Schuldenaars stond.
- Palazzo del Capitanio staat aan de westzijde van de Piazza dei Signori. In het midden van de voorgevel van het Palazzo bevindt zich een boog waarop een toren met een astronomisch uurwerk rust (de Torre dell'Orologio).
- Loggia del Consiglio of Loggia della Gran Guardia (1496-1553) is een renaissance gebouw aan de Piazza dei Signori. De naam 'Gran Guardia' dateert uit de tijd van de Oostenrijkse overheersing toen het gebouw de residentie van de militaire overheid werd.
- Castelvecchio of 'Castello di Ezzelino'/'Castello Carrarese'/'Castello di Padova' is een vesting die stamt uit de Hoge middeleeuwen. Het bekendste en meest zichtbare deel is de Torlonga, de grootste van de twee torens van het Castello. Boven de Torlonga bevindt zich de Specola di Padova, het astronomisch observatorium van de universiteit.
- Universiteit van Padua (1222, een der oudste ter wereld) met
  - het perfect bewaarde anatomisch theater (1584), beschouwd als het eerste permanent anatomisch theater, gelegen in het palazzo Bo dat ook de zetel van de universiteit huisvest. Het theater diende als model voor heel wat andere later verwezenlijkte anatomische theaters zoals het Leids Anatomisch Theater.
  - de Orto botanico di Padova (1545) (Unesco-Werelderfgoed), de botanische tuin van de universiteit, bevindt zich nog steeds op zijn oorspronkelijke plaats.
- Alvise Cornaro Loggia en Odeo Cornaro: een gebouwencomplex dat in opdracht van de Venetiaanse mecenas en schrijver Alvise Corner opgetrokken werd in 1524 om toneelvoorstellingen te brengen.
- Teatro Giuseppe Verdi
- Porta Ognissanti, ook genoemd Porta Portello en Porta Venezia: de toegangspoort voor de reiziger die vanuit Venetië Padua binnenstapte.
- Caffè Pedrocchi is een historisch en internationaal vermaard café dat dateert uit 1831. Het is gehuisvest in een neoclassicistisch gebouw (19e eeuw). Het café is een ontmoetingsplaats voor studenten, intellectuelen en politici. Het stond lang bekend als het 'Caffè senza porte' omdat het dag en nacht open was.
- Huis van Galilei in de Via Galileo Galilei. In dit huis woonde Galilei toen hij hoogleraar aan de universiteit was.

### Pleinen
- Prato della Valle of 'Il Prato' (eind 18e eeuw) is een van de grootste pleinen van Europa
- Piazza dei Signori is omgeven door onder meer
  - het Palazzo del Capitanio dat aan de westzijde van het plein staat
  - de Loggia del Consiglio of Loggia della Gran Guardia
  - de chiesa di San Clemente I Papa
- Piazza delle Erbe en Piazza dei Frutti omgeven het Palazzo della Ragione respectievelijk aan de zuid- en aan de noordkant
- Piazza Duomo: met de kathedraal en de doopkapel
- Piazza del Santo ligt voor de voorgevel van de Basilica di Sant'Antonio. Het Oratorio di San Giorgio en de Scuola del Santo liggen aan de rechterzijde van de Basilica

### Musea
- Musei civici agli Eremitani bestaat uit het Museo archeologico en het Museo d'arte medioevale e moderna
- Museo di arti applicate (voornamelijk keramiek en meubelen) en het Museo Bottacin (bekend om zijn omvangrijke collectie munten) zijn beide gehuisvest in het Palazzo Zuckermann
- Museo del Risorgimento e dell'età contemporanea (naast het café Pedrocchi)
- Museo diocesano di arte sacra (naast de Duomo)
- Museo al Santo (op de Piazza del Santo)
- Museo di Scienze Archeologiche e d’Arte in het Palazzo Liviano

## Sport
- Calcio Padova is de betaaldvoetbalclub van Padua. Zij speelt haar thuiswedstrijden in het Stadio Euganeo en speelde meerdere seizoenen in de Serie A.
- Jaarlijks wordt de Marathon van Padua gelopen. Zij start in het Stadio Euganeo en eindigt in het Prato della Valle.

## Personen verbonden met Padua

### Overleden in Padua
- Antonius van Padua (1195-1231), heilige
- Palla Strozzi (1372-1462), bankier, schrijver en politicus in Florence
- Dario Varotari de Oudere (circa 1539-1596), kunstschilder en architect
- Dario Varotari de Jongere (circa 1650 - eind 17e eeuw), medicus, dichter, graveur en kunstschilder
- Willem George Frederik van Oranje-Nassau (1774-1799), broer van koning Willem I der Nederlanden
- Flavio Busonera (1894-1944), medicus en partizaan in de Tweede Wereldoorlog
- Federico Alliney (1920-1991), medicus en schaker

## Foto's

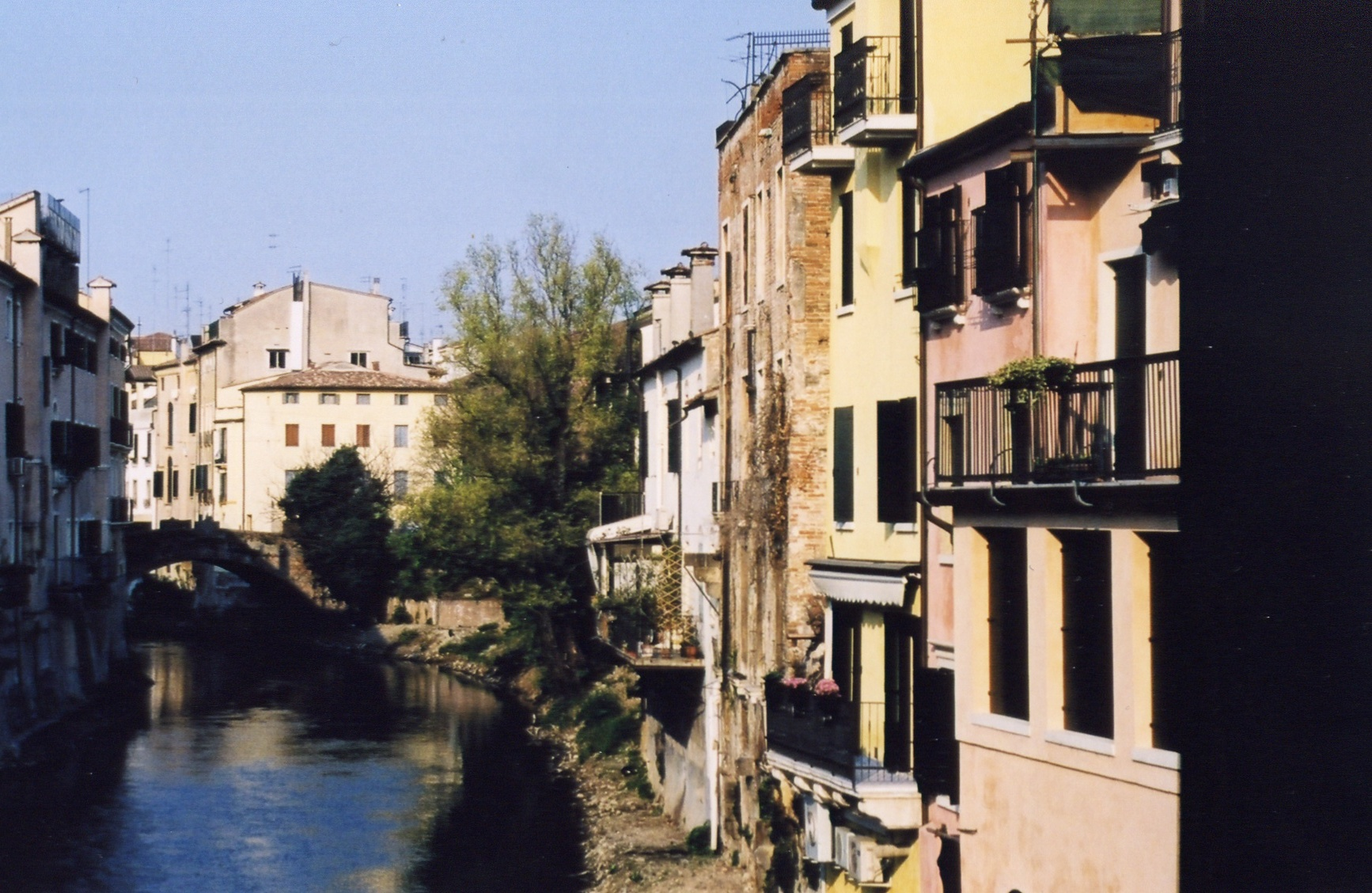
Padua, de Tronco Maestro Riviera
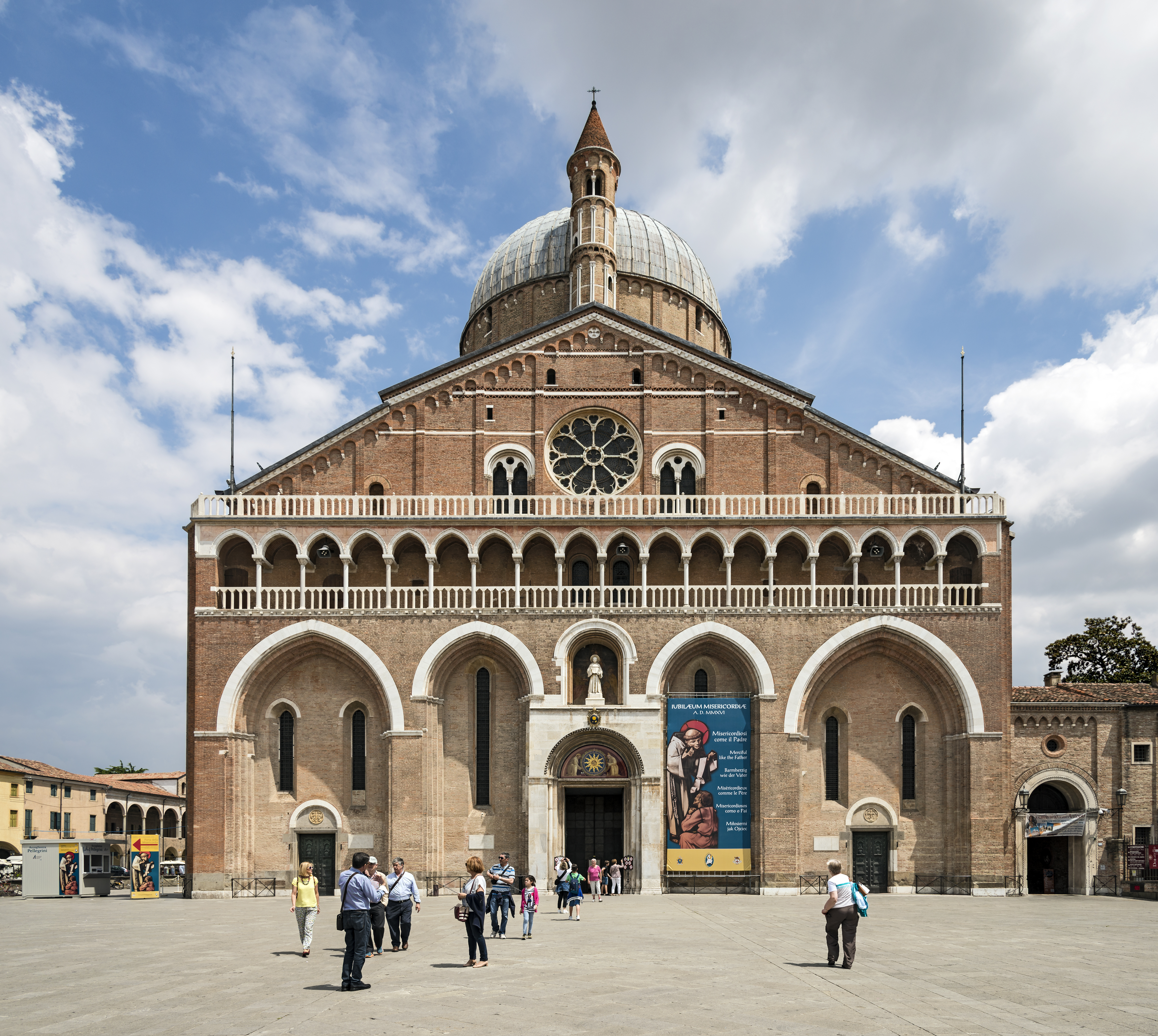
Basilica di Sant'Antonio